# Liste der Naturdenkmale in Maßweiler
Die Liste der Naturdenkmale in Maßweiler nennt die im Gemeindegebiet von Maßweiler ausgewiesenen Naturdenkmale (Stand 23. Mai 2024).

## Naturdenkmale
| Nr.         | Bezeichnung  | Lage                                                 | Beschreibung           | Bild                                    |
| ----------- | ------------ | ---------------------------------------------------- | ---------------------- | --------------------------------------- |
| ND-7340-265 | Buche        | nordöstlich des Ortes; Abteilung In der Olsbach Lage | Fagus sylvatica        | Direkt Bild zu diesem Denkmal hochladen |
| ND-7340-319 | Rosskastanie | Hirtenhohlstraße, bei Nr. 5 Lage                     | Aesculus hippocastanum | Direkt Bild zu diesem Denkmal hochladen |

## Ehemalige Naturdenkmale
| Nr. | Bezeichnung   | Lage                            | Beschreibung                           | Bild                                    |
| --- | ------------- | ------------------------------- | -------------------------------------- | --------------------------------------- |
|     | Luitpoldlinde | Luitpoldstraße, bei Nr. 24 Lage | Tilia sp.; Rechtsverordnung aufgehoben | Direkt Bild zu diesem Denkmal hochladen |